# Marwan Suhail Aboud
Marwan Suhail Aboud (ar. مروان سهيل عبود; ur. 1959) – iracki zapaśnik walczący w stylu wolnym. Olimpijczyk z Los Angeles 1984, gdzie zajął jedenaste miejsce w wadze koguciej.
Triumfator igrzysk panarabskich w 1985.
Mistrz arabski w 1983 roku. Brązowy medalista wojskowych MŚ w 1988 roku.

## Letnie Igrzyska Olimpijskie 1984
| Konkurencja      | Rundy eliminacyjne  | Rundy eliminacyjne    | Klas. końcowa |
| Konkurencja      | Przeciwnik I        | Przeciwnik II         | Miejsce       |
| ---------------- | ------------------- | --------------------- | ------------- |
| 57 kg styl wolny | Brian Aspen (GBR) P | İbrahim Akgül (TUR) P | 11.           |